# Maria Inês Nassif
Maria Inês Nassif é uma jornalista brasileira. Em sua trajetória profissional, passou por diversos veículos de comunicação, como Valor Econômico, Jornal do Brasil, O Globo, A Folha de S.Paulo, O Estado de São Paulo, Gazeta Mercantil, Agência Dinheiro Vivo, Carta Maior e GGN, normalmente em pautas relacionadas à política e a economia. Por sua atuação como repórter no GGN, recebeu o Troféu Mulher Imprensa, na categoria "Repórter de site de notícias", em 2014.
Atuou em 2012 como assessora de comunicação de Luiz Inácio Lula da Silva.
Formou-se em Jornalismo na Faculdade Cásper Líbero, em 1978, e é mestra em Ciências Sociais pela Pontifícia Universidade Católica de São Paulo (2005), com a dissertação "Os jornais, a democracia e a ditadura do mercado: a cobertura das eleições presidenciais de 2002".
Foi professora de Jornalismo Opinativo, Jornalismo Econômico e Jornalismo Político na Faculdade de Comunicação Cásper Líbero de 2010 a 2013.
Descendente de italianos e libaneses, é irmã dos jornalistas Luis Nassif e Lourdes Nassif.